# Leo (film américain, 2023)
Pour les articles homonymes, voir Léo.
Pour plus de détails, voir Fiche technique et Distribution.
Leo est un film américain-australien réalisé par Robert Marianetti, Robert Smigel et David Wachtenheim, sorti en 2023.

## Synopsis
En Floride, Leo le tuatara et Squirtle la tortue, sont les animaux attitrés d'une classe élémentaire dont les élèves changent chaque année. Mais lorsque l'institutrice part en congé de maternité, elle est remplacée par la sévère Mlle. Malkin qui demande aux élèves d'emporter chez eux Leo et de s'en occuper comme devoir. Leo, doué de parole, va alors devenir le confident des enfants.

## Fiche technique
- Titre : Leo
- Réalisation : Robert Marianetti, Robert Smigel et David Wachtenheim
- Scénario : Robert Smigel, Adam Sandler et Paul Sado
- Musique : Geoff Zanelli
- Montage : J. J. Titone et Patrick J. Voetberg
- Production : Adam Sandler et Mireille Soria
- Société de production : Netflix, Animal Logic et Happy Madison Productions
- Pays :  États-Unis et  Australie
- Genre : Animation, comédie, film musical
- Durée : 102 minutes
- Dates de sortie : 
  - Netflix : 21 novembre 2023

## Doublage
Version originale anglaise
- Adam Sandler : Leo
- Bill Burr : Squirtle
- Cecily Strong : Mlle. Malkin
- Jason Alexander : le père de Jayda
- Rob Schneider : le principal
- Allison Strong : Mme. Salinas
- Jo Koy : le coach Kimura
- Sadie Sandler : Jayda
- Sunny Sandler : Summer
- Coulter Ibanez : Zane
- Bryant Tardy : Cole n°1 (voix grave)
- Corey J : Cole n°1 (voix aigue)
- Ethan Smigel : Anthony
- Tienya Safko : Skyler
- Gloria Manning : Logan
- Carson Minniear : Cole n°2
- Roey Smigel : Eli / Benji
- Reese Lores : Mia
- Benjamin Bottani : Kabir
- Aldan Liam Philipson : TJ
- Jackie Sandler : la mère de Jayda
- Heidi Gardner : la mère d'Eli
- Nick Swardson : Cinnabun

Version française
- Michel Mella : Léo
- Guillaume Beaujolais : Squirtle
- Annie Le Youdec : Mlle Malkin
- Kaïna Blada : Mme Salinas
- Lior Chabbat : Summer
- Emmylou Homs : Jayda
- Clara Quilichini :Skyler
- Juliette Davis : Mia
- Esteban Hernandez Sanchez : Zane
- Coralie Thuilier : Logan
- Isaac Lobe-Lebel : Cole H.
- Sacha Tomassian : Eli
- Aloïs Agaësse-Mahieu : Anthony
- Laurent Morteau : Directeur Spahn
- Laurent Maurel : Dr Wenger, le père de Jayda
- Baptiste Marc : Coach Kimura
- Guillaume Lebon : Pamplemousse le lapin

Source : doublanim.fr

## Accueil
Le film a reçu un accueil favorable de la critique. Il obtient un score moyen de 65 % sur Metacritic.